# Mitchells Plain
Mitchell’s Plain est un township de la ville du Cap en Afrique du Sud situé sur la côte de False Bay. 

## Étymologie
À l'origine, en 1972, le nom de Goeie Hoop (bonne espérance en afrikaans) était envisagé pour nommer les 3 100 hectares mis à disposition pour la création d'un township coloured entre Philippi et la côte de False Bay. Le nom finalement adopté fut celui de Mitchell, soit en référence à l'ancien propriétaire de ces terres, soit en référence au Major Charles Cornwallis Michell, premier arpenteur de la colonie du Cap.

## Localisation
Mitchell's Plain est situé à 32 km au sud-est de la ville du Cap dans le secteur des Cape Flats entre Muizenberg à l'ouest, Philippi à l'ouest et au nord, et Khayelitsha à l'est. Mitchell's Plain est également bordé au sud par la côte de False Bay.

## Quartiers
Le township de Mitchell's Plain se divise en dix-neuf secteurs : Bay View, Beacon Valley, Colorado, Eastridge, Lentegeur, Mandalay, Mitchells Plain Town Centre, Portland, Rocklands, San Remo, Strandfontein, Strandfontein Village, Tafelsig, Wavecrest, Weltevreden Valley, Westgate, Westridge, Wolfgat Nature Reserve et Woodlands.

## Démographie
Selon le recensement de 2011, Mitchell's Plain compte 398 650 habitants, essentiellement issus de la communauté Coloured (90,77 %). Les noirs représentent 7,32 % des habitants et les blancs environ 0,19 % des résidents.
Les langues maternelles dominantes sont l'anglais sud-africain (47,35 %) et l'afrikaans (46,93 %).

## Historique
Le township de Mitchell's Plain a été créé dans les années 1970 comme zone dortoir pour accueillir la population coloured de classe moyenne en application du Group Areas Act. À l'époque, Mitchell's Plain fait figure de township modèle pour la qualité de ses infrastructures et de ses logements situés notamment sur 9 km de côte de Standfontein à Swartklip.
Envisagé dès 1965, sa création fut un long processus qui aboutit en 1972-1974 à la mise à disposition de 3 100 hectares entre Philippi et la côte de False bay. L'inauguration de Mitchell's Plain eu officiellement lieu en avril 1976 un mois après la visite le chantier de construction par le premier ministre John Vorster et le maire du Cap, John Tyers .
Le 9 mai 1980, Mitchell's Plain est salué comme la « plus remarquable réalisation de travaux de génie civil pour 1979 » par le comité exécutif de l'institution sud-africaine des ingénieurs civils.
Dans les années 1980,  Mitchell's Plain est le théâtre du lancement du front démocratique uni (United Democratic Front - UDF) une organisation parapluie de masse regroupant plusieurs mouvements anti-apartheid.

## Situation économique
Mitchell's Plain est le secteur des Cape Flats qui reçoit le plus d'investissements financiers depuis sa création. 
Le township dispose de deux grands centres commerciaux (Promenade Shopping Centre sur AZ Berman Drive et  Westgate Mall au croisement de Morgenster et Vanguard Drive) et de plusieurs autres plus petits, de près de 70 écoles primaires et secondaires, de centres de développement de l'apprentissage, de trois stations de chemin de fer, de trois postes de police, de salles communautaires, de six bibliothèques publiques, de cliniques, de centre pour les personnes fragiles et les personnes âgées, d'un complexe privé de retraite, d'un hôpital psychiatrique, de trois piscines publiques mais aussi d'une réserve naturelle, de centres de villégiature sur la côte de False Bay et de plages arborant le drapeau bleu.

## Politique

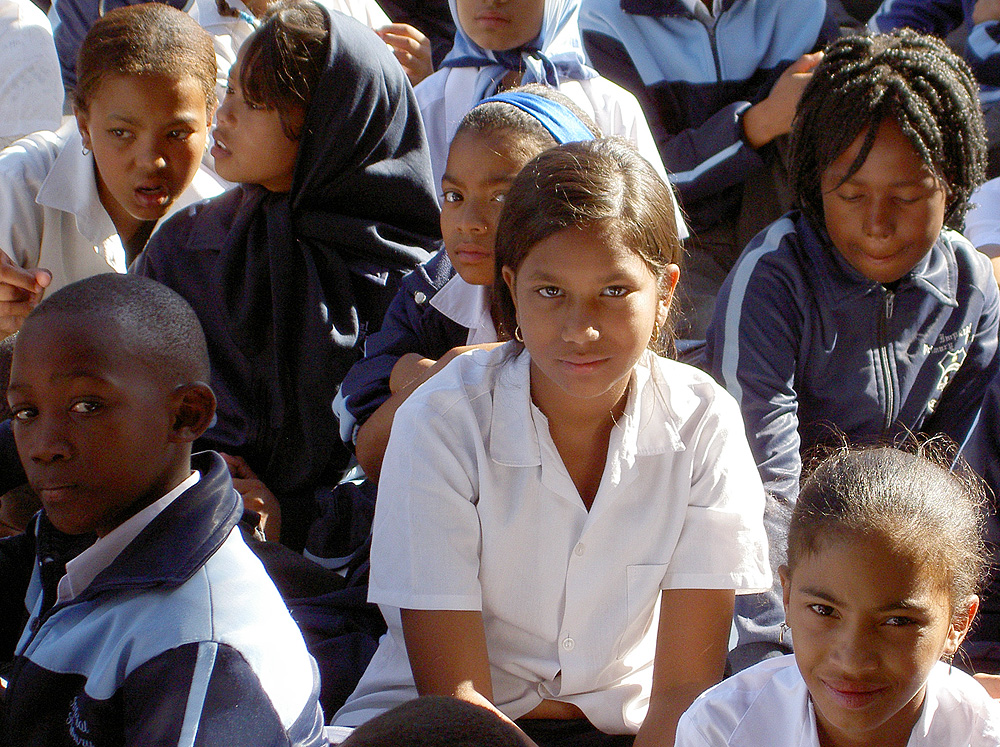
Enfants d'une école de Mitchell's Plain.

Les quartiers de Mitchell's Plain se partagent entre le 10e arrondissement (sub council 10), le 12e arrondissement (sub council 12),  le 13e arrondissement (sub council 13), le 19e arrondissement (sub council 19) et le 23e arrondissement du Cap (sub council 23). Ils se partagent également entre dix circonscriptions municipales :
- la circonscription municipale no 33 (Weltevreden Valley - Philippi - Samora Machel - Cossovo - Village 4A) dont le conseiller municipal est Nico Mzalisi (ANC)[4] ;
- la circonscription municipale no 43 (Rocklands - Strandfontein - Bayview - San Remo) dont le conseiller municipal est Elton-Enrique Jansen (DA)[5] ;
- la circonscription municipale no 75 (Colorado Park - Highlands Village - Hyde Park - Morgans Village - Philippi - Rondevlei Park - Weltevreden Valley - Westgate - Wildwood - Woodlands) dont le conseiller municipal est Natalie Bent (DA)[6] ;
- la circonscription municipale no 76 (Ikwezi Park - Lentegeur) dont le conseiller municipal est Goawa Timm (DA)[7] ;
- la circonscription municipale no 78 (Beacon Valley au sud-est de Morgenster Street, est de AZ Berman Drive, nord de Trampoline Street et ouest de Alpine Street - Mitchells Plain CBD - Portland - Rocklands - Westgate - Westridge) dont le conseiller municipal est Eddie Andrews (DA)[8] ;
- la circonscription municipale no 79 (Beacon Valley au sud-est de Trampoline, au sud-ouest de Lord Street et Oval Street, au nord ouest de Imperial Street et au nord-est de AZ Berman Drive - Eastridge au sud-est de Imperial Street, au sud-ouest de don Carlos Street et Alpine Road, au nord -ouest de Spine Road et au nord-est de Yellowwood Road - Mitchells Plain CBD - Portland) dont le conseiller municipal est Solomon Philander (DA)[9] ;
- la circonscription municipale no 81 (Westridge - Portland - Rocklands) dont le conseiller municipal est Daniel Christians (DA)[10] ;
- la circonscription municipale no 82 (Tafelsig - ouest de Wolfgat Nature Reserve) dont le conseiller municipal est Sheval Arendse (DA)[11] ;
- la circonscription municipale no 88 (Heinz Park - Lentegeur au sud de la R300, à l'ouest de AZ Berman Drive, au nord de Highlands Drive, à l'est de la voie ferrée - New Woodlands - Philippi - Philippi Park) dont le conseiller municipal est Patrick Pietersen (DA)[12] ;
- la circonscription municipale no 99 (Eastridge à l'ouest de Don Carlos, Alpine) dont le conseiller municipal est Maria Weavers (DA)[13].